# Cumia brazieri
Cumia brazieri là một loài ốc biển, là động vật thân mềm chân bụng sống ở biển thuộc họ Colubrariidae.

## Miêu tả
Kích thước vỏ ốc khoảng 70 mm

## Phân bố
Loài này phân bố ởdọc theo Queensland và New South Wales, Australia